# Football Club de Chartres
El Football Club de Chartres es un equipo de fútbol de Francia que juega en el Championnat National 3, la quinta división de fútbol en el país.

## Historia
Fue fundado en el año 1989 en la ciudad de Chartres tras la fusión de los equipos Vélo Sport Chartrain y Sporting Club de Chartres, pasando sus primeros años como un equipo yo-yo entre la quinta y sexta categoría.
En la temporada 2015/16 consigue el ascenso al Championnat de France Amateur por primera vez en su historia.

## Palmarés
- CFA 2 - Grupo B: 1

2015/16
- Division d'Honneur Centre: 5

1953, 1958, 1971, 1974, 2001
- Copa del Centro: 3

1954, 2001, 2015
- Primera División Eure-et-Loir: 2

1959, 1972
- Copa de Eure-et-Loir: 7

1960, 1963, 1966, 1970, 1972, 1982, 1987